# Ambwe
Ambwe eller Ambe är ett vattendrag i Kongo-Kinshasa, ett biflöde till Lualaba. Det rinner genom provinsen Maniema, i den centrala delen av landet, 1 200 km öster om huvudstaden Kinshasa. I floden byggde gruvbolaget Sominki ett vattenkraftverk för att försörja kassiteritgruvorna vid Kailo med ström, men sedan Sominki gick i konkurs är kraftverket ur drift.